# Tradicijske građevine naroda Ašanti
Tradicijske građevine naroda Ašanti se nalaze sjeverno i sjeveroistočno od grada Kumasija, u pokrajini Ašanti u središtu Gane. To su posljednji materijalni ostaci nekada snažnog naroda Ašanti koje je dostiglo svoj vrhunac u 18. stoljeću kada su vladali velikim područjem današnje Gane. 
Mnoge kuće su uništene tijekom rata Ašantija protiv Britanaca od 1806. – 1901. godine. U to vrijeme (1895.) je britanski general Robert Baden Powell zapalio i najznamenitiju Ašanti građevinu, kraljevski mauzolej Barem. Danas je preživio samo mali broj tradicijskih građevina, kuća ili svetišta (tzv. "fetiš-kuće"), koja su starija od 100 godina. 
One imaju zidove povezane sustavom drvenih greda i daskama od bambusa ispod drvenog krova (od biljaka Hippocrates africana i Hippocrates rowlandii koje su jako otporne na termite) sa slamnatim pokrovom. Podovi su im od nabijene gline, a vanjski zidovi i trijemovi su obično premazani slojem zemlje i raskošno ukrašeni šarenim apstraktnim, cvjetnim, životinjskim i antropomorfnim bareljefima. Kako su uglavnom građene od zemlje, drva i slame, jako su osjetljive na djelovanje vremena i vremenskih neprilika.
Trinaest tradicijskih građevina naroda Ašanti (u mjestima: Abetifi, Abirim, Akoboanbong, Asawase, Asenemaso, Bogyease, Darkwa, Jachie, Kentenkrono, Patakro i Obomeng) je upisano na UNESCO-ov popis mjesta svjetske baštine u Africi 1980. godine.